# گرین لیک (ویسکانسین)
گرین لیک، ویسکانسین  (به انگلیسی: Green Lake) شهری در شهرستان گرین لیک ایالت ویسکانسین است که در سال ۱۹۶۲ بنیان‌گذاری شده‌است. این شهر طبق سرشماری سال ۲۰۱۰ میلادی ۹۶۰ نفر جمعیت داشته‌است.

## نگارخانه

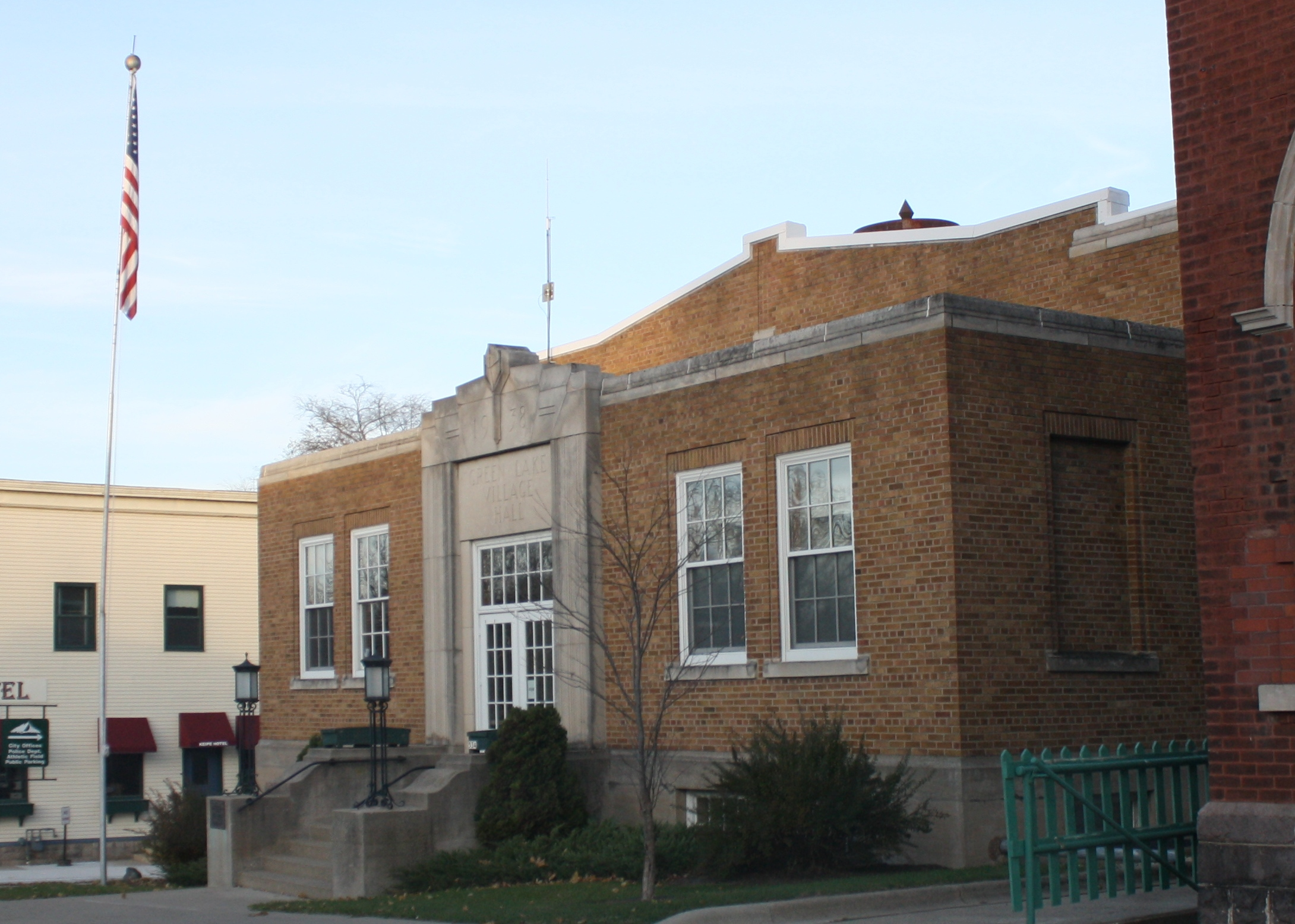
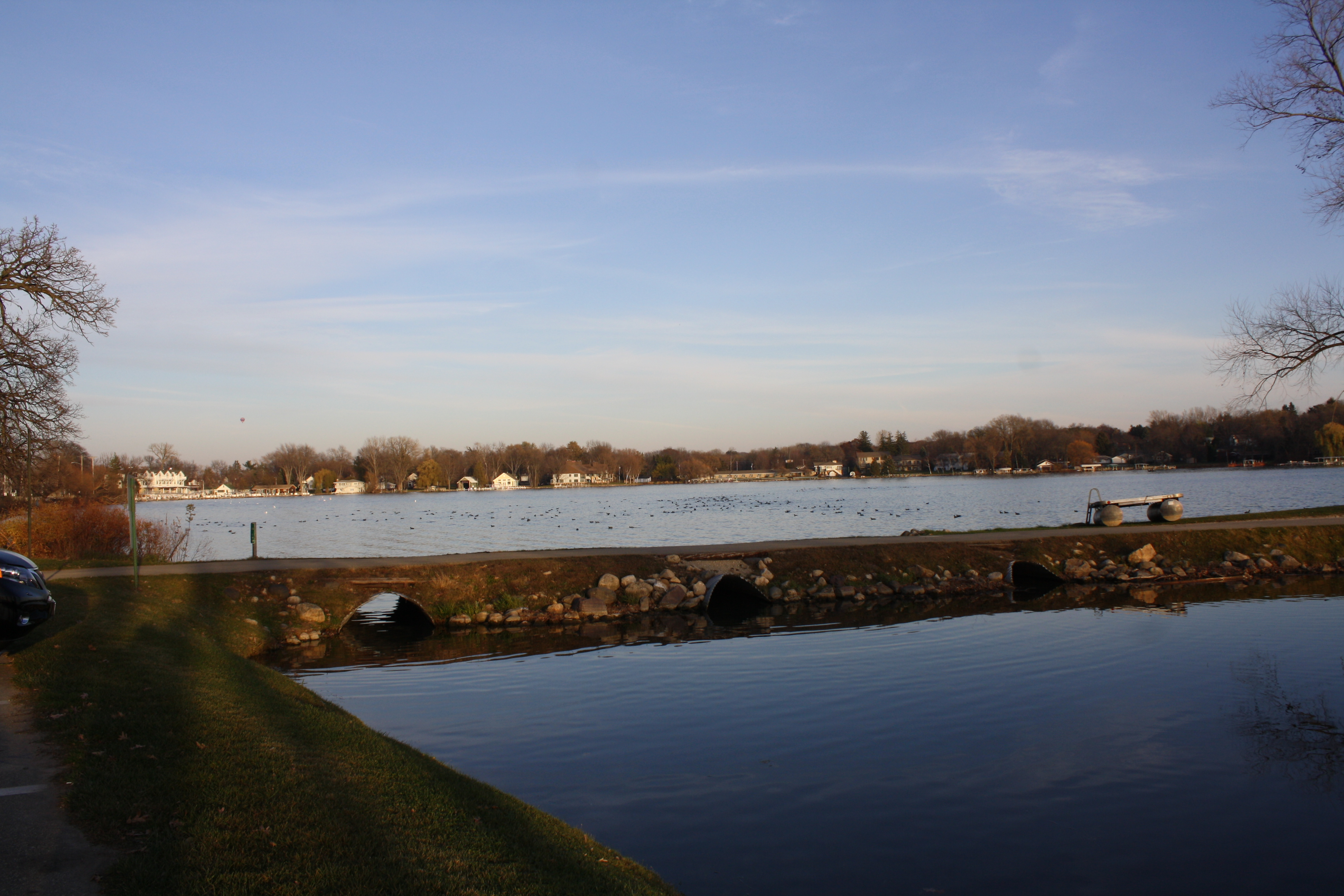
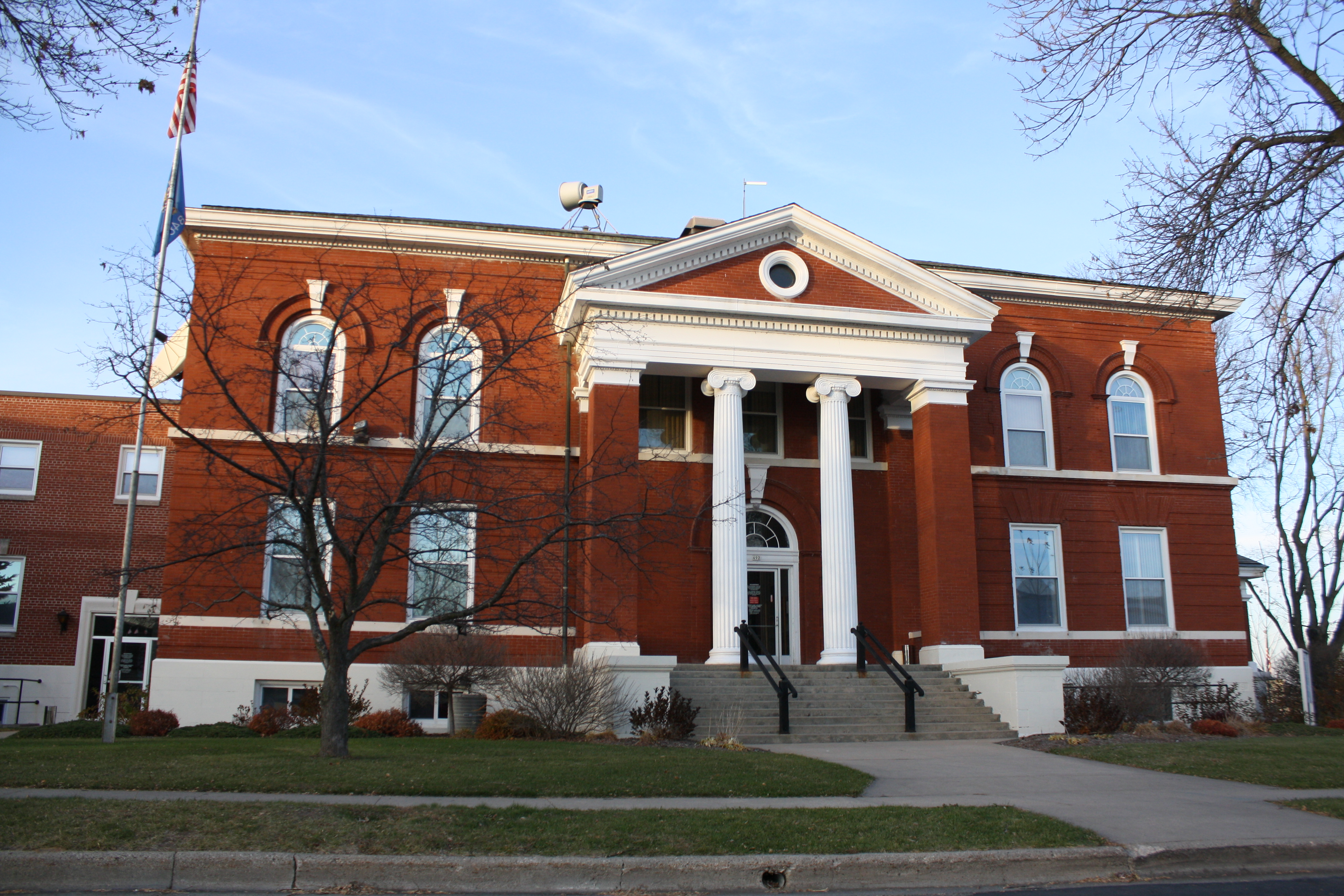
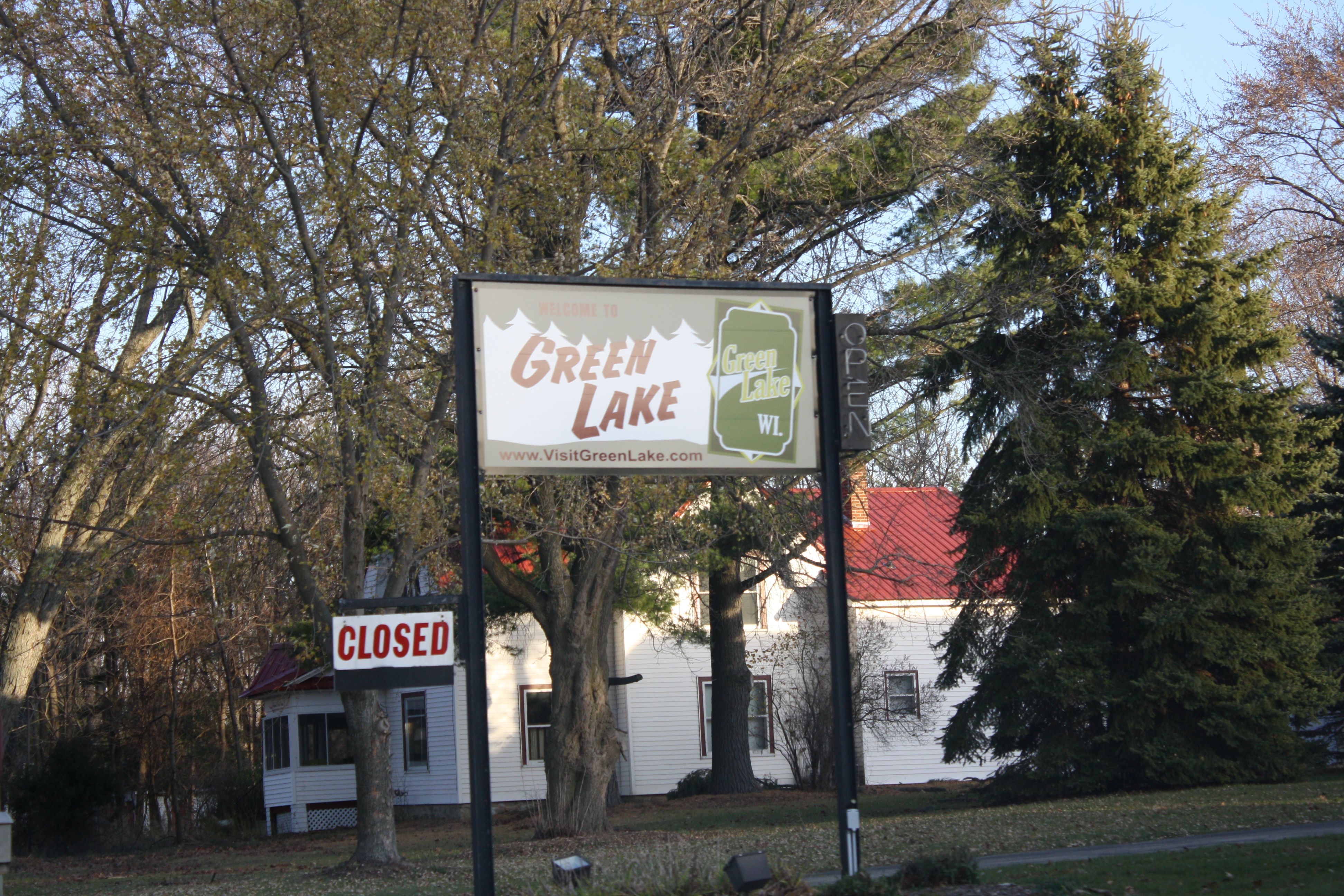
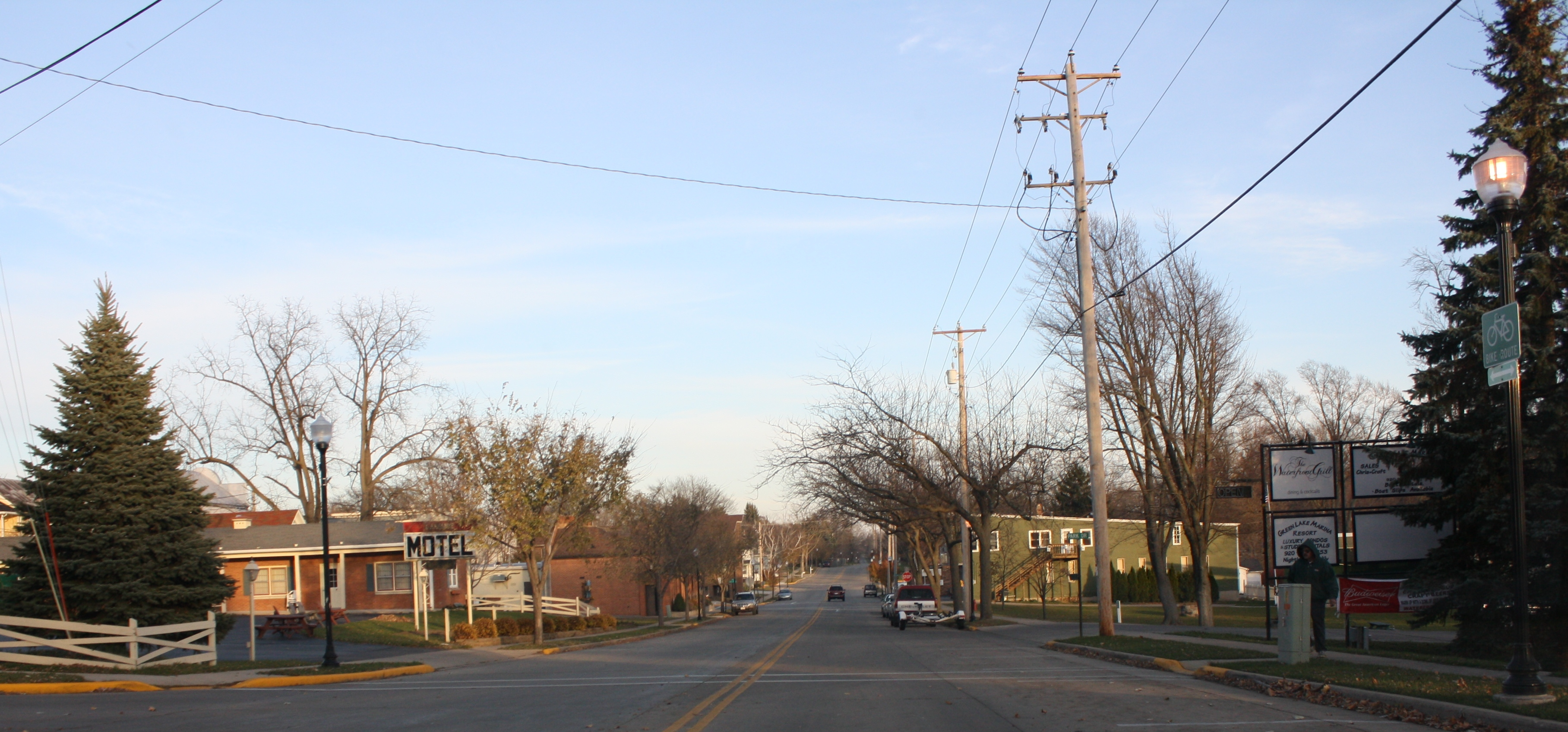
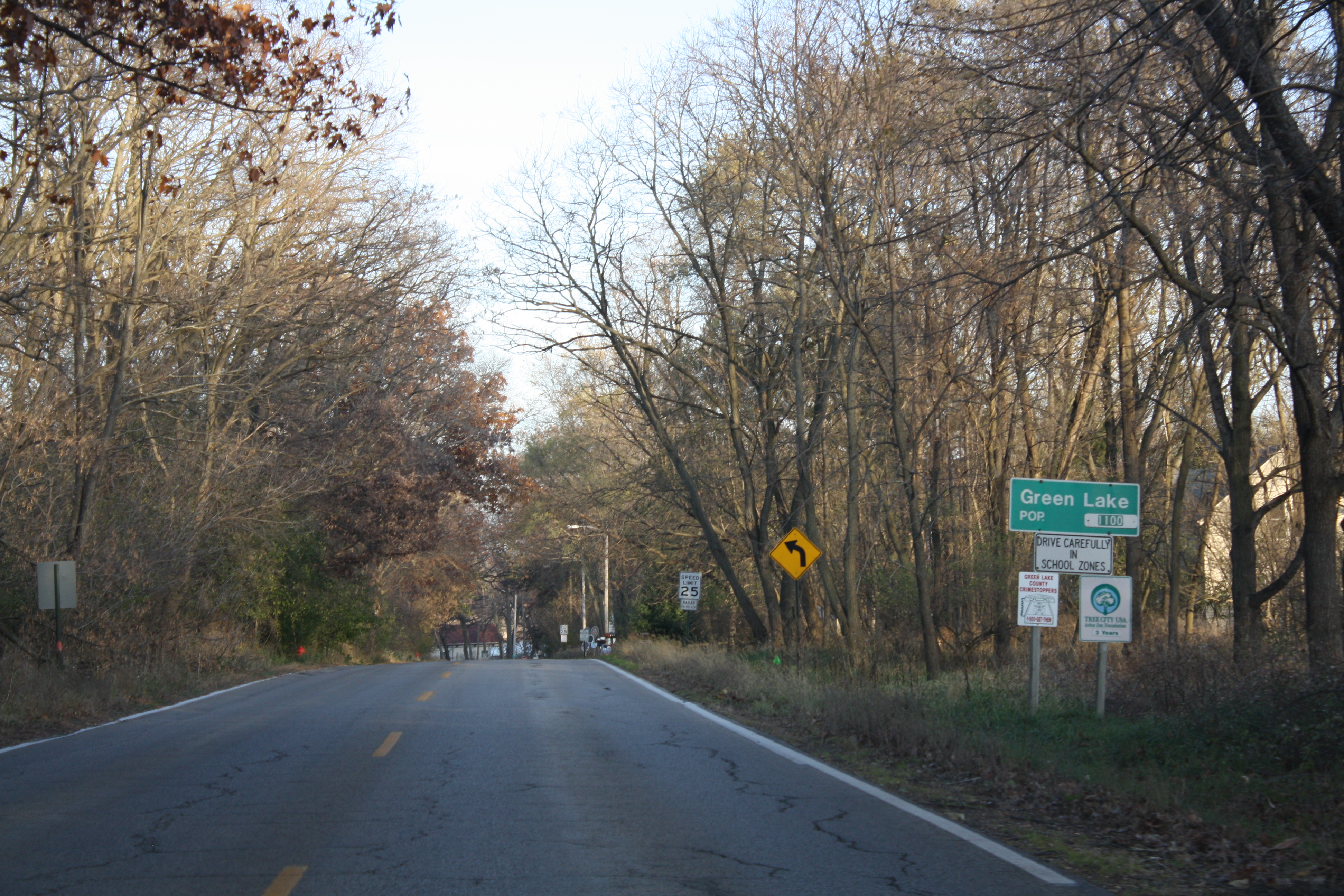
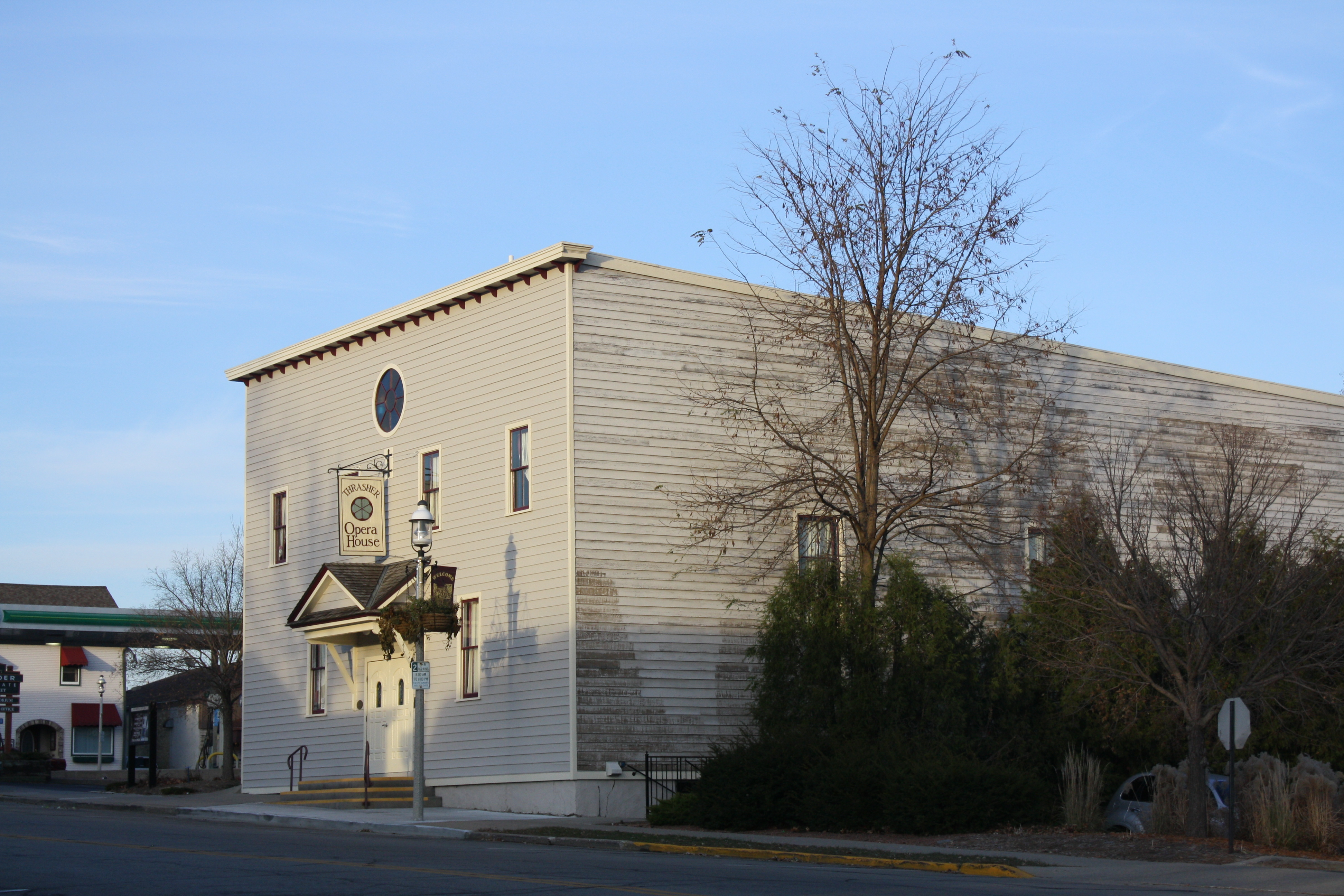